# ناآرامی‌های ورزشگاه غدیر اهواز
ناآرامی‌های ورزشگاه غدیر اهواز به مجموعه درگیرهای تماشاگران بازی فولاد خوزستان و الهلال عربستان و نیروهای پلیس ایران گفته می‌شود. این مسابقه فوتبال که در چهارچوب مسابقات قهرمانی باشگاه‌های آسیا برگزار شد با تساوی بدون گل به پایان رسید. نیروهای پلیس تعدادی از تماشاگران را که لباس عربی، شامل دشداشه و عقال به تن داشتند، بازداشت کردند. در ادامه و به دلیل اعتراض گروهی از جوانان به رفتار مأموران انتظامی و خودسوزی یونس عساکره، شهروند عرب ایرانی در مقابل شهرداری خرمشهر، درگیری بین دو طرف آغاز شد. پلیس نیز برای متفرق کردن معترضان تیرهوایی شلیک کرد و تعدادی از آنها را که لباس عربی پوشیده بودند، دستگیر کرد. در این درگیری‌ها یک خودروی پلیس نیز به آتش کشیده شد ولی فرمانده انتظامی خوزستان اینکار را غیرعمدی توصیف کرد و ادعای دستگیری افراد به جرم پوشیدن لباس عربی را رد کرد.